# Węglewo (powiat pilski)
Węglewo – wieś w Polsce położona w województwie wielkopolskim, w powiecie pilskim, w gminie Ujście.
W latach 1975–1998 miejscowość należała administracyjnie do województwa pilskiego. Przed 1939 rokiem zamieszkana głównie przez mniejszość niemiecką.